# Fidel Dávila Arrondo
Fidel Dávila Arrondo, I marchese Dávila (Barcellona, 24 aprile 1878 – Madrid, 22 marzo 1962), è stato un generale e politico spagnolo.

## Biografia
Ha combattuto nell'isola di Cuba durante la guerra ispano-americana, per le sue azioni ha ricevuto la medaglia al merito militare. Nel 1929 diviene Generale di brigata, e nel 1936 partecipò al colpo di Stato nazionalista. Il 24 luglio è membro della Giunta di difesa nazionale e capo di stato maggiore dell'esercito. È stato capo della giunta tecnica dello Stato dal 2 ottobre 1936 al giugno 1937.
Nel gennaio 1938 Arrondo fu nominato ministro della Difesa, fino all'agosto 1939. Dal 1945 al 1951 fu ministro dell'Esercito. Fino al 1962 fu poi deputato alle Cortes. Il capo dello stato Francisco Franco nel 1951 gli concesse il titolo nobiliare di "Marchese de Davila", e di Grande di Spagna.